# Regional Express Airlines
Regional Express Airlines – australijska linia lotnicza z siedzibą w Wagga Wagga.